# Aeroporto di Sarzana-Luni
L'aeroporto "Bartolomeo Arrigoni" di Sarzana-Luni (ICAO: LIQW) è un aeroporto militare aperto al traffico aereo civile convenzionato con l’Aero Club d’Italia italiano situato nel comune di Sarzana, in località San Lazzaro. Si tratta principalmente di una base aerea utilizzata dalla Marina Militare e dalla Guardia costiera e limitatamente anche dall'aviazione generale, con la presenza di un aeroclub.
La base, dotata di una pista in asfalto lunga 905 m e larga 23 m, si trova a circa tre chilometri sia dal centro di Sarzana sia dal comune di Luni (ecco perché la doppia denominazione).
L'ingresso della base Maristaeli - Luni si trova su via Ghiarettolo, mentre l'ingresso della Guardia Costiera si trova su via Alta Vecchia (tratto sotto-ferrovia).

## Storia
Costruito come aeroporto per la sperimentazione a terra degli idrovolanti della Marina Militare nel 1918, dopo la costituzione nel 1923 della Regia Aeronautica vi venne istituito un presidio di velivoli. Nel 1930 l'aeroporto fu adibito anche a scuola di pilotaggio e utilizzato come base di collegamento e ricognizione. La pista fu intitolata alla memoria del sergente pilota Bartolomeo Arrigoni, eroe della prima guerra mondiale e tre volte decorato con Medaglia d'argento al valore militare.
Nel 1940, all'inizio delle attività belliche del secondo conflitto mondiale, erano operativo nella base il 24º Gruppo Caccia (XXIV Gruppo). Nel 1941 divenne invece la sede della 385ª Squadriglia Caccia Notturni. Verso la fine del conflitto nell'aeroporto venne schierato l'8º Gruppo di Volo del 2º Stormo che, rientrato in Italia dall'Africa Settentrionale Italiana, fu schierato prima all'Aeroporto di Albenga e poi a Sarzana. Il reparto, dotato di vecchi Macchi MC.200, assicurava i servizi di allarme e la protezione aerea della città di La Spezia, sede di una importantissima base della Regia Marina.
Al termine degli eventi bellici nel 1945 l'Aeronautica militare decise la dismissione dell'aeroporto, il quale venne utilizzato parzialmente dai contadini locali come zona coltivabile.
Nel 1962 lo Stato Maggiore della Marina militare decise di riutilizzare il vecchio aeroporto come eliporto degli elicotteri della Marina. Nel 1967 furono costruiti due nuovi hangar e alcuni uffici, mentre nel 1968 fu istituito il Comando della Stazione Elicotteri di Luni, detta Maristaeli - Luni, e nel 1969 iniziò l'attività di volo.
Nel 1999 la base della Maristaeli venne intitolata all'Ammiraglio di Squadra Giovanni Fiorini, il quale si adoperò per lo sviluppo della sezione Elicotteri della Marina militare. Egli è ricordato da un monumento e una lapide realizzati nel 1978.

## Reparti militari
La Marina Militare possiede nell'aeroporto la sede della "Stazione Elicotteri Marina - Luni" (MARISTAELI) dell'Aviazione Navale, alle dipendenze del COMFORAER. In particolare, sono stanziati a Sarzana-Luni il Centro sperimentale aeromarittimo e il 1º e il 5º Gruppo elicotteri, rispettivamente dotati di AW101 (nelle versioni ASW/ASuW, HEW e UTI/ASH) e di NH-90 NFH.
Per quanto riguarda il Corpo delle Capitanerie di Porto - Guardia Costiera, ha sede presso l'aeroporto la 1ª Sezione Volo Elicotteri, con 4 AW139, oltre al magazzino principale materiali aeronautici e al Centro Standardizzazione Volo, responsabile dell'addestramento degli equipaggi.

Maristaeli - Luni
1º Gruppo elicotteri
5º Gruppo elicotteri
Centro sperimentale aeromarittimo

## L'Aeroclub Lunense "Pietro Lombardi"
Nel 1956 un esiguo gruppo di appassionati di volo costituirono un sodalizio e crearono l'Aeroclub Lunense, scongiurando in questo modo la soppressione definita dell'aeroporto. Il gruppo decise di dedicare l'Aeroclub alla memoria del sergente maggiore sarzanese Pietro Lombardi, morto durante l'ultima guerra e decorato con medaglia d'argento al valore militare.
Nel 1977 l'Aeroclub si trasformò in Ente Morale e nel 1988 venne aperta l'attuale scuola di volo, con il supporto degli istruttori di estrazione il Comandante Andreani e il Comandante Nasti. 
Ancora oggi l'aeroclub svolge attività nelle specialità volo a motore, paracadutismo, volo a vela ed aeromodellismo. Nella scuola di pilotaggio confluiscono poi numerosi aspiranti per i corsi teorici e pratici che vengono effettuati mediante l'impiego di alcuni velivoli adibiti anche per il volo sportivo e turistico.
L'aeroclub oggi, con ingresso su via Alta Vecchia (tratto sotto-ferrovia), dispone di due fabbricati un tempo abitazione rurale, all'interno dei quali trovano posto i locali adibiti a segreteria, archivio tecnico e bar ristorante. Dispone inoltre di due hangar indipendenti per il ricovero e la manutenzione degli aeromobili, di un distributore di benzina e di due ampi piazzali di stazionamento.
L'aeroclub dispone di due aeroplani, un Piper PA28 ed un Tampico TB9.